# Championnats du monde de patinage artistique 1912
Navigation
Mondiaux 1911 Mondiaux 1913
Les championnats du monde de patinage artistique 1912 ont lieu du 26 au 27 janvier 1912 à la patinoire extérieure de Davos en Suisse pour les Dames, et du 16 au 27 février 1912 au Ice Palace de Manchester au Royaume-Uni pour les Messieurs et les Couples.
Pour la première fois, des patineurs français participent à des mondiaux. Il s'agit du couple Anita del Monte et Louis Magnus.

## Podiums
| Épreuves                      | Or                                 | Argent                                | Bronze                    |
| ----------------------------- | ---------------------------------- | ------------------------------------- | ------------------------- |
| Messieurs résultats détaillés | Fritz Kachler                      | Werner Rittberger                     | Andor Szende              |
| Dames résultats détaillés     | Opika von Méray Horváth            | Dorothy Greenhough-Smith              | Phyllis Johnson           |
| Couples résultats détaillés   | Phyllis Johnson / James H. Johnson | Ludowika Jakobsson / Walter Jakobsson | Alexia Bryn / Yngvar Bryn |

## Tableau des médailles
| Rang  | Nation      | Or | Argent | Bronze | Total |
| ----- | ----------- | -- | ------ | ------ | ----- |
| 1     | Royaume-Uni | 1  | 1      | 1      | 3     |
| 2     | Hongrie     | 1  | 0      | 1      | 2     |
| 3     | Autriche    | 1  | 0      | 0      | 1     |
| 4     | Allemagne   | 0  | 1      | 0      | 1     |
| 4     | Finlande    | 0  | 1      | 0      | 1     |
| 6     | Norvège     | 0  | 0      | 1      | 1     |
| Total | Total       | 3  | 3      | 3      | 9     |

## Détails des compétitions

### Messieurs
| Rang | Nom               | Nation      | Places | Points | Fig. impo. | Prog. libre |
| ---- | ----------------- | ----------- | ------ | ------ | ---------- | ----------- |
| 1    | Fritz Kachler     | Autriche    | 8      |        |            |             |
| 2    | Werner Rittberger | Allemagne   | 16     |        |            |             |
| 3    | Andor Szende      | Hongrie     | 18     |        |            |             |
| 4    | Harald Rooth      | Suède       | 28     |        |            |             |
| 5    | Arthur Cumming    | Royaume-Uni | 36     |        |            |             |
| 6    | Dunbar Poole      | Suède       | 41     |        |            |             |

### Dames
| Rang | Nom                      | Nation      | Places | Points | Fig. impo. | Prog. libre |
| ---- | ------------------------ | ----------- | ------ | ------ | ---------- | ----------- |
| 1    | Opika von Méray Horváth  | Hongrie     | 7      |        |            |             |
| 2    | Dorothy Greenhough-Smith | Royaume-Uni | 14     |        |            |             |
| 3    | Phyllis Johnson          | Royaume-Uni | 18     |        |            |             |
| 4    | Gwendolyn Lycett         | Royaume-Uni | 18     |        |            |             |
| 5    | Grete Strasilla          | Allemagne   | 20     |        |            |             |
| 6    | Mizzi Wellenreiter       | Autriche    | 28     |        |            |             |
| 7    | Ludowika Jakobsson       | Finlande    | 35     |        |            |             |

### Couples
| Rang | Nom                                   | Nation      | Places | Points |
| ---- | ------------------------------------- | ----------- | ------ | ------ |
| 1    | Phyllis Johnson / James H. Johnson    | Royaume-Uni | 8.5    |        |
| 2    | Ludowika Jakobsson / Walter Jakobsson | Finlande    | 10     |        |
| 3    | Alexia Bryn / Yngvar Bryn             | Norvège     | 14     |        |
| 4    | Hedwig Winzer / Hugo Winzer           | Allemagne   | 20     |        |
| 5    | Anita del Monte / Louis Magnus        | France      | 25.5   |        |
| 6    | Enid Harrison / Basil Williams        | Royaume-Uni | 29     |        |
| 7    | Mrs. Arthur Cadogan / Arthur Cumming  | Royaume-Uni | 36     |        |
| 8    | Louise Lovett / Ernest Worsley        | Royaume-Uni | 37     |        |